# Люси (фильм)
«Лю́си» (англ. Lucy) — научно-фантастический фильм 2014 года со Скарлетт Йоханссон в главной роли. Люк Бессон выступил сценаристом, режиссёром и сопродюсером фильма. Премьера в США состоялась 25 июля 2014 года, во Франции прошла 6 августа 2014, в России — 11 сентября 2014. Основная идея фильма основана на мифе о 10 % используемой части мозга.

## Сюжет
Ещё вчера Люси была самой обычной 25-летней девушкой, приехавшей учиться на Тайвань. Но однажды её новый приятель Ричард предлагает ей заработать доставкой кейса с неизвестным содержимым. Так девушка оказывается во власти корейской мафии, которой руководит мистер Чан.
Проснувшись на следующий день утром, Люси обнаруживает, что ей ввели наркоз, а после разрезали живот и поместили в него пакет с наркотиками для последующей перевозки. В кейсе было 4 пакета, соответственно — ещё три человека, помимо Люси, должны перевезти вещество. За неповиновение Люси получает несколько сильных ударов, в том числе и удар в живот. Зашитый в живот девушки пакет рвётся, и наркотики попадают в её организм, однако действуют весьма специфически. За считанные секунды она приходит в себя, легко расправляется с одним из членов мафии и приезжает в больницу, чтобы ей вынули пакет. Врач рассказал ей, что это за вещество (CPH4) и какими побочными эффектами оно обладает.
В течение фильма профессор Норман рассказывает студентам о том, что части человеческого мозга, ответственные за интеллект и умственные способности, используют всего 10 % своего потенциала, в то время как обычными животными используется до 5 % — эта разница и делает человечество доминирующим видом на Земле. После того, как Люси попала не в то время и не в то место, а главное, не к тому человеку, её жизнь сильно изменилась, потому как, сама того не подозревая, она начинает глобально эволюционировать, теперь для неё нет предела в 10 %. Она начинает ощущать и подчинять всё вокруг себя и готова совершенствоваться, сама не догадываясь, что её может ожидать дальше.
После этого Люси возвращается к мистеру Чану и посредством телепатии узнает пункты назначения остальных курьеров: Париж, Рим и Берлин. Используя на тот момент потенциал своего мозга на 28 % и ноутбук своей подруги, Люси за 10 минут изучает все работы профессора Нормана, связывается с ним и просит о встрече. Она понимает, что при отсутствии наркотика в организме её жизнь невозможна, поэтому решает найти всех «транспортёров». В этом ей помогает Пьер Дель Рио — полицейский из Парижа.
По пути в Париж с ней случаются невообразимые вещи — она буквально «тает» на глазах, но вовремя принимает остатки содержимого пакета, который остался у неё, и приходит в себя уже в больнице. Она беседует с полицейским и убеждает его помочь.
Вместе они следуют в больницу, куда привезли остальных «транспортёров», но немного опаздывают: люди мистера Чана уже успели прооперировать одного из них и достать пакет, и оперируют второго. Люси с невероятной лёгкостью удаётся забрать все три пакета (третий ей приходится собственноручно извлечь из трупа), и они с Пьером Дель Рио едут к профессору Норману.
Люси рассказывает профессору и ещё нескольким учёным, как ей стали доступны скрытые уголки мозга. Она объясняет, что нет ничего измеримого в нашем мире, кроме времени. То же самое, что если пустить запись с машиной в обычной скорости — она едет. А если ускорить запись ещё и ещё? Постепенно машина исчезнет из поля зрения. «Время — это единственная единица измерения», — говорит она.
В это время к зданию прибывают мафиози во главе с мистером Чаном и, снося всё на своем пути, стараются добраться до Люси. Полицейские пытаются их удержать, а в это время учёные помогают ввести в организм Люси остатки вещества и, тем самым, постепенно увеличить использование мозга до 100 %. Люси создаёт некий компьютер, в который она решила переместить все свои знания, которые ей стали доступны. Мафиози и мистер Чан постепенно с боем продвигаются всё ближе.
Люси переносится в разные места и в разное время прошлого по собственному желанию: видит Нью-Йорк в 1903 году, австралопитека, динозавров, моменты создания Земли и Вселенной. Последняя представлена маленькой клеткой большого многоклеточного организма, которая должна оставить после себя свою информацию, передать наследникам свои «знания». В это время мистер Чан входит в комнату, где находится Люси. Он медленно подходит сзади и направляет дуло пистолета ей в затылок. В момент, когда Чан нажимает на спусковой крючок, эффективность деятельности мозга достигает 100 % и Люси исчезает. Мистер Чан в замешательстве и, угрожая пистолетом, спрашивает профессора и учёных «Где она?».
Пьер Дель Рио врывается в кабинет, расстреливает Чана и задаёт им тот же самый вопрос, после чего смотрит на экран своего телефона и видит и слышит «Я ПОВСЮДУ» («I AM EVERYWHERE»).
Компьютер, созданный Люси, оставляет профессору Норману большую флешку необычного вида и рассыпается в пыль.
Фильм завершается репликой вездесущей Люси: «Миллиарды лет назад нам была дарована жизнь. Теперь вы знаете, что с ней делать».

## В ролях
| Актёр              | Роль             |
| ------------------ | ---------------- |
| Скарлетт Йоханссон | Люси             |
| Морган Фримен      | профессор Норман |
| Чхве Мин Сик       | мистер Чан       |
| Амр Вакед          | Пьер Дель Рио    |
| Джулиан Райнд-Татт | Лимей            |
| Пилу Асбек         | Ричард           |
| Анали Типтон       | Кэролайн         |
| Николас Фонгфет    |                  |

## Производство
Съёмки фильма начались в сентябре 2013 года в Париже, в основном на киностудии Cité du Cinéma. По словам CEO EuropaCorp, бюджет фильма стал самым большим в истории компании (до поры до времени, пока этот рекорд не был побит картиной «Валериан и город тысячи планет»). В октябре в течение 11 дней съёмки проходили в Тайбэе, Тайвань. После съёмок Люк Бессон пожаловался, что из-за папарацци снимать в ночное время было очень сложно.

## Фабула
Идея о том, что человек использует лишь малую часть ресурсов головного мозга и что возможно повышение его эффективности за счёт «стопроцентного» использования, не нова и широко обыгрывается, например, в книге «Области тьмы» (2001) ирландского писателя Алана Глинна и в одноимённом фильме 2011 года. Фильм Бессона во многом заимствует их идеи. Идея управления силами природы с помощью силы сознания заимствована из знакового произведения Р. Хайнлайна — «Чужак в чужой стране». Появляющийся в конце и начале фильма образ доисторической Люси — компьютерная модель древнейшего найденного австралопитека, известного под этим именем.

## Отзывы
Фильм получил диаметрально противоположные, преимущественно положительные отзывы, но при этом критики отмечали, что он глуповат, но увлекателен. На сайте Rotten Tomatoes фильм имеет рейтинг 6,1 из 10 на основе 239 рецензий.
В России до начала проката картина получила также преимущественно положительные отзывы. Так, обозреватель The Hollywood Reporter Russia отметил, что фильм удивляет и увлекает, а некоторые блогеры, побывавшие на предпремьерных показах, отметили, что фильм выгодно отличается от остальных кассовых блокбастеров, несмотря на излишнюю пафосность.
Много критики вызвало использование мифа о работе мозга на 10 % в качестве фабулы.
Невзирая на неоднозначное восприятие картины, она вошла в ряд списков 10 лучших фильмов 2014 года, в том числе по версии журнала Time.
На сайте Metacritic фильм набрал 61 балл из 100, основываясь на 45 отзывах, что указывает на «в целом благоприятные отзывы».